# 丘根山 (翁根)
46°36′0.9″N 7°56′58.2″E / 46.600250°N 7.949500°E

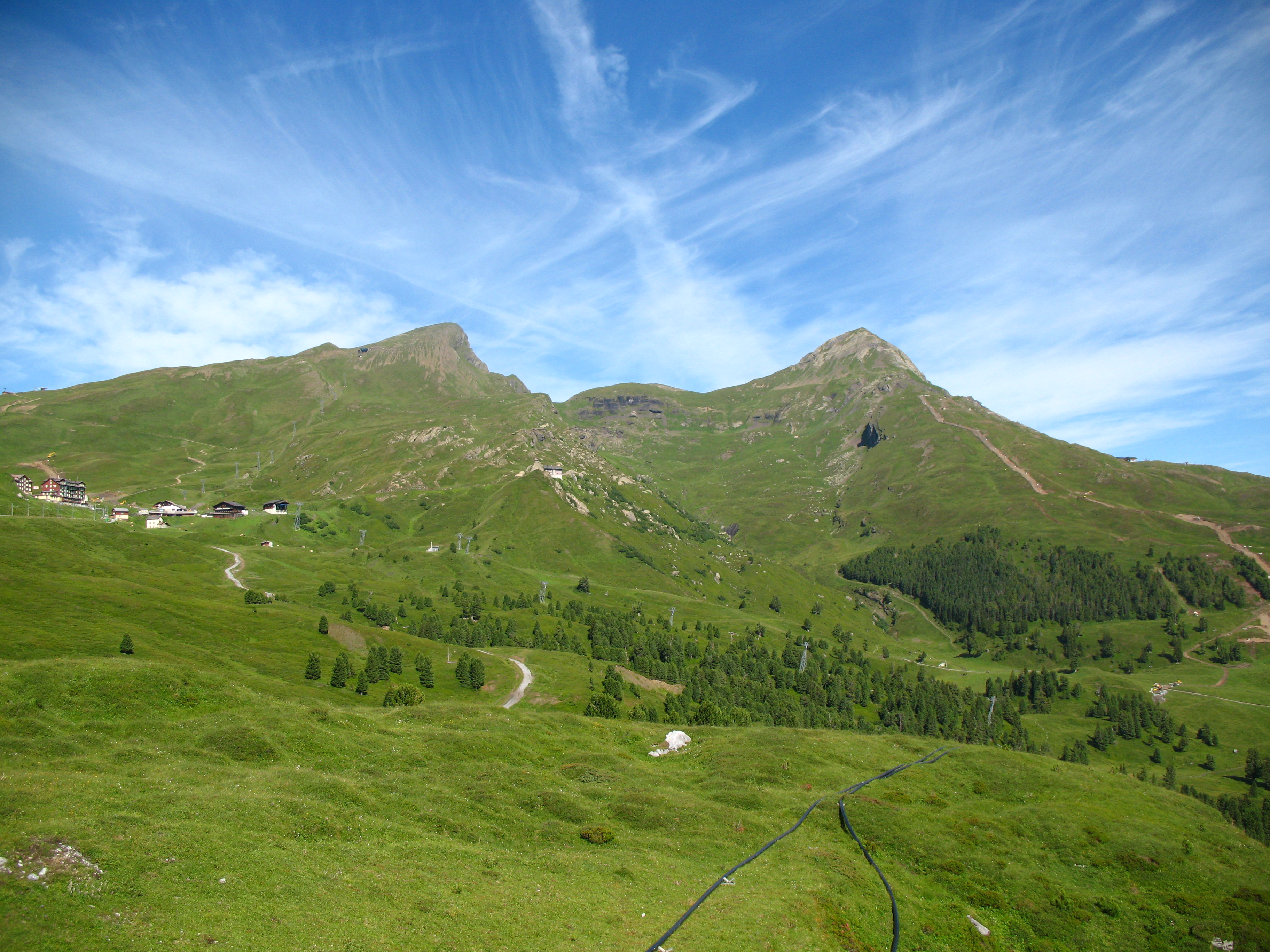

丘根山（Tschuggen），是瑞士的山峰，位於該國中西部，由伯恩州負責管轄，屬於伯爾尼山的一部分，處於小夏戴克以北，海拔高度2,521米，每年平均降雨量1,703毫米。